# Santa Regina (Uruguay)
Santa Regina ist eine Ortschaft in Uruguay.

## Geographie
Sie befindet sich auf dem Gebiet des Departamento Colonia in dessen südöstlichem Teil im Sektor 4. Der Ort grenzt mit seiner südlichen Seite unmittelbar an die Küste des Río de la Plata. 
In Santa Regina mündet der Arroyo Sauce in den Río de la Plata. Die nächsten Ansiedlungen in der Umgebung sind Brisas del Plata im Osten und Los Pinos im Westen.

## Einwohner
Der Ort hatte bei der Volkszählung im Jahr 2004 19 Einwohner.
| Jahr | Einwohner |
| ---- | --------- |
| 1963 | 29        |
| 1975 | 40        |
| 1985 | 27        |
| 1996 | 14        |
| 2004 | 19        |

Quelle: Instituto Nacional de Estadística de Uruguay